# اچ‌ام‌اس برکن‌هد (۱۸۴۵)
اچ‌ام‌اس برکن‌هد (۱۸۴۵) (به انگلیسی: HMS Birkenhead (1845)) یک کشتی بود که طول آن ۲۱۰ فوت (۶۴ متر) بود. این کشتی در سال ۱۸۴۵ ساخته شد.